# Yves Gandon
Yves Gandon (Blois, 1899. június 3. – Párizs, 1975. január 12.) francia író.

## Élete
Első versgyűjteményét  Ventres de Guignol (Guignol harangjai) címen 1922-ben publikálta. Regényeire jellemző a női szereplők érdekes, különleges leírása, ez leginkább a Le Pré aux Dames című, tizenkét kötetből álló, 1942 és 1966 közt írt regényciklusában figyelhető meg. Esszéket is írt, ezek közül jelentősebb a Le Démon du style (A stílus démona, 1938) a  Du style classique (A klasszikus stílusról, 1972), valamint néhány történelmi tárgyú esszéje. 1948-ban elnyerte a Francia Akadémia nagydíját regényírói munkásságáért. 1957 és 1959 közt a Société des Gens de Lettres elnöke, 1967-ben a PEN Club francia tagozata elnöke volt.

## Válogatott munkái
- Le Dernier blanc, 1945
- Le Pavillon des délices regrettées, 1946
- Selon Hyacinthe, 1946
- Ginèvre, 1948
- Le Pré aux dames, 1957
- Le Démon du style, 1960
- Le Pavillon des délices regrettées, 1964
- Le Lotus naît dans la boue: Histoires exotiques, 1964
- Du Style classique, 1972

## Magyarul
- Az Éden nyomában; ford. Szíjgyártó László, Justus Pál, F. Solti Erzsébet; Gondolat, Bp., 1964 (Világjárók)
- Jacquette a vészben. Regény; ford., utószó Dániel Anna; Európa, Bp., 1968 (Századok, emberek)
- Fortunátusz kapitány; ford. Szoboszlai Margit; Európa, Bp., 1977

## Külső hivatkozások
- A Bibliotheque Nationale Yves Gandonnal foglalkozó oldala
- Munkáinak felsorolása a Worldcat oldalon